# Uitzicht vanaf Dosseringen bij het Sortedamse Meer tegenover Nørrebro
Uitzicht vanaf Dosseringen bij het Sortedamse Meer tegenover Nørrebro (Deens: Udsigt fra Dosseringen ved Sortedamssøen mod Nørrebro) is een schilderij van de Deense kunstschilder Christen Købke, olieverf op doek, 63,6 × 82,6 centimeter groot, gemaakt in 1838. Het toont twee jonge vrouwen op een aanlegsteiger, kijkend naar een roeiboot, geschilderd in een naturalistische stijl die het midden hield tussen realisme en romantiek. Het werk bevindt zich in de collectie van het Statens Museum for Kunst in Kopenhagen. Reeds in 1839 werd het door de Deense staat verworven, rechtstreeks van de kunstenaar. Het wordt gezien als een der belangrijkste werken uit de Deense Gouden Eeuw.

## Context
In 1833 verhuisde de familie Købke van de wallen aan de oostzijde van Kopenhagen naar de “Blegdammen” bij het Sortendamse Meer, tegenover het centrum. In deze toen nog redelijk landelijke voorstedelijke omgeving zou Købke in zijn jonge jaren een groot aantal werken schilderen. Later zou hij over deze periode verklaren dat hij als beginnend kunstschilder volledig afhankelijk was van de werkelijkheid om zich heen zoals hij die waarnam. Zonder een visueel object achtte hij zich niet in staat om beelden of motieven te bedenken. Zijn hoegenaamd gebrek aan fantasie laat echter onverlet dat veel van zijn werken een sterk suggestief karakter hebben.

## Afbeelding
Uitzicht vanaf Dosseringen bij het Sortedamse Meer toont twee jonge vrouwen op een aanlegsteiger, kijkend naar een trage roeiboot die zich van hen verwijdert dan wel dichterbij komt. Het verhalende element blijft verder onverklaard, maar kan duiden op het thema van scheiding dan wel hereniging. Belangrijker echter lijken een aantal andere min of meer onderliggende motieven.
Een apert patriottisch motief is gegeven met de centraal in het luchtoppervlak gepositioneerde Deense vlag, die wijst op een sterk nationaal bewustzijn. Het is kenmerkend voor het Denemarken in de jaren 1830, een periode van krachtig nationaal herstel, na de roerige tijd waarin het land zich bevond rond 1800, met oorlogen en rampen. Het rood en wit in de vlag zorgt bovendien voor een kleurrijk accent dat ook de andere tinten in het werk verder ophaalt. De kleurcompositie is doordracht en evenwichtig. De blauwgroene lucht bestrijkt meer dan twee derde van het doek. Het luchtoppervlak verhoudt zich op harmonieuze wijze met het door het noorderlicht van de ondergaande zon bijna paars kleurende water, omgeven door een zomers groene begroeiing. De sterk horizontale belijningen worden krachtig doorbroken door de verticale vlaggenmast en de staanders van de steiger, hetgeen overtuiging uitstraalt.
Uitzicht vanaf Dosseringen bij het Sortedamse Meer is geschilderd in de naturalistische stijl die typerend was voor de toenmalige Deense schilderkunst en die het midden hield tussen realisme en romantiek. Net als in veel werken uit de Duitse romantiek worden de figuren op de brug van op de rug bezien, maar dat gegeven draagt hier duidelijk niet dezelfde betekenis dan bijvoorbeeld in het werk van Caspar David Friedrich: het heeft geenszins de pretentie samen te vallen met het gezichtsveld van de kijker met de bedoeling daarmee diens romantisch bewustzijn te omvatten. Het geduldige wachten van de vrouwen heeft hooguit tot doel de rust die uitstraalt van het landschap te onderstrepen. Købke beeldt het tafereel af met eenvoud, charme en een opvallende aandacht voor detail. Het leven als geschilderd lijkt onveranderlijk, vredig en geeft een onmiskenbaar gevoel van orde, passend bij een periode van herwonnen rust.

## Galerij

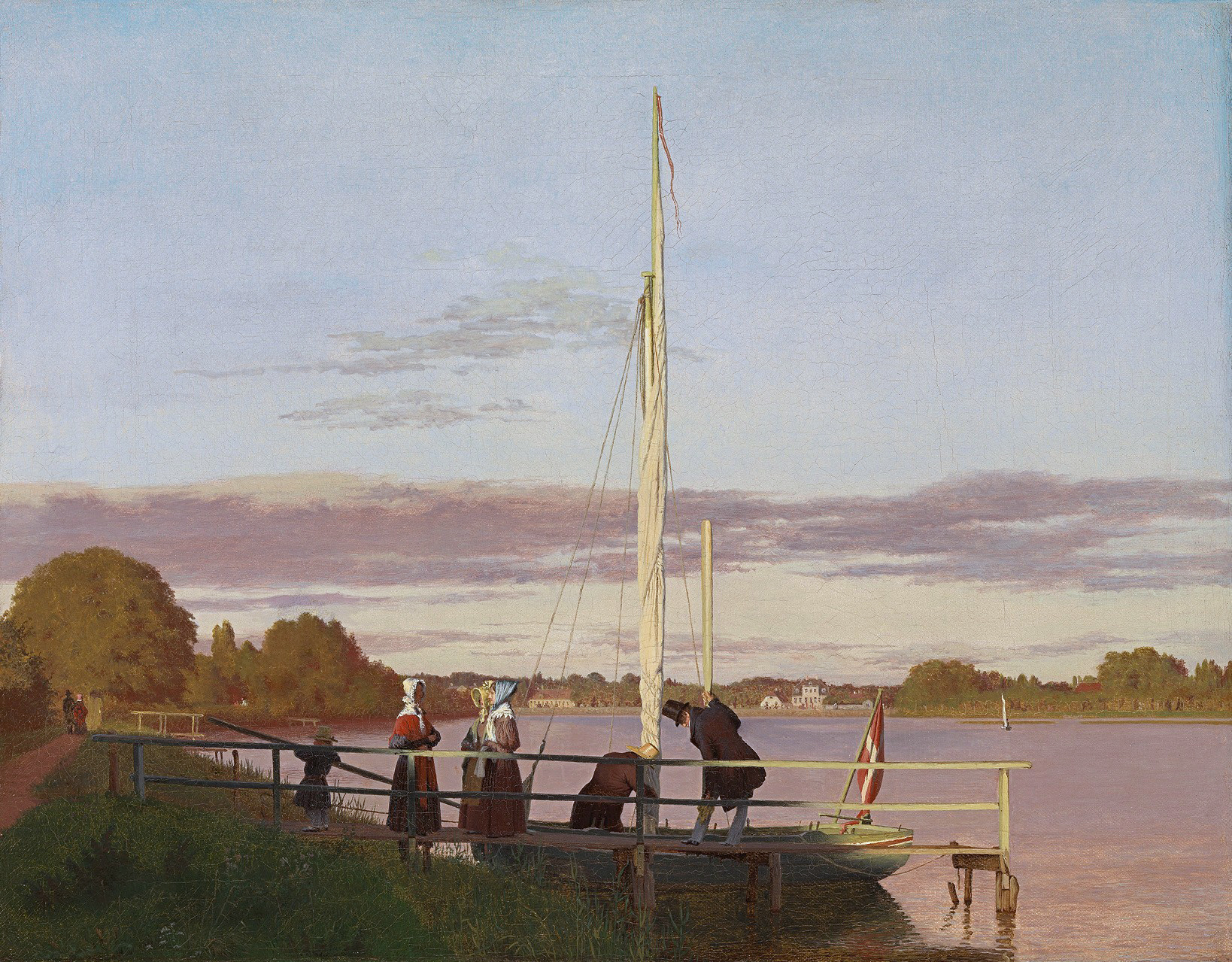
Zicht op Østerbro vanuit Dosseringen
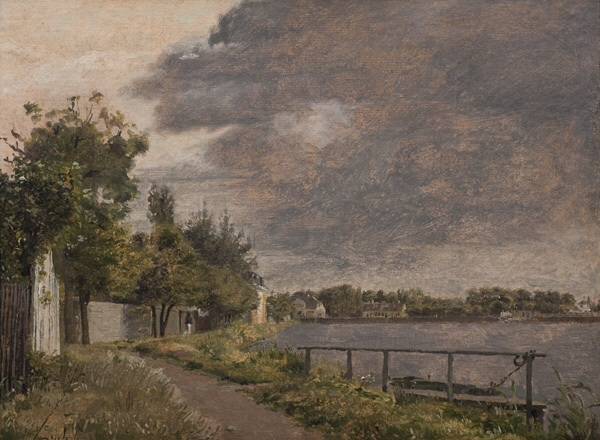
Uitzicht vanaf Dosseringen, bewolkte lucht
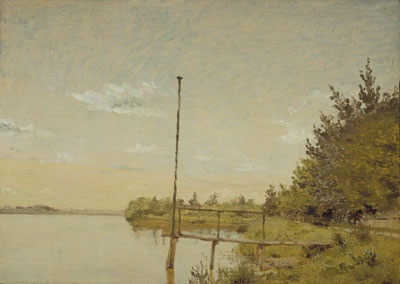
Uitzicht vanaf Dosseringen